# Отани Кикудзо
Отани Кикудзо (яп. 大谷 喜久蔵 О:тани Кикудзо, 4 февраля 1856 — 26 ноября 1923) — японский генерал.
В 1883 году — лейтенант. В 1886 году произведён в капитаны. В 1892 году Кикудзо получил звание майора и стал командиром батальона в пехотном полку. В 1894 году — в главном императорском штабе. Полковник (1897). В 1902 году — генерал-майор.
Комендант японского гарнизона в Циндао.
В 1918—1919 годах Отани Кикудзо был главнокомандующим японскими войсками на Дальнем Востоке России, а также формальным командующим всеми войсками интервентов. В 1919—1920 годах — главный инспектор боевой подготовки. С 1920 года находился в отставке. Ему был пожалован баронский титул.